# 大声ダイヤモンド
「大声ダイヤモンド」（おおごえダイヤモンド）は、日本の女性アイドルグループ・AKB48の楽曲。楽曲は秋元康により作詞、井上ヨシマサにより作曲されている。2008年10月22日にAKB48のメジャー10作目のシングルとしてキングレコードから発売された。楽曲のセンターポジションは前田敦子と松井珠理奈の2人が務めた。同グループの代表曲の一つ。

## 背景とリリース

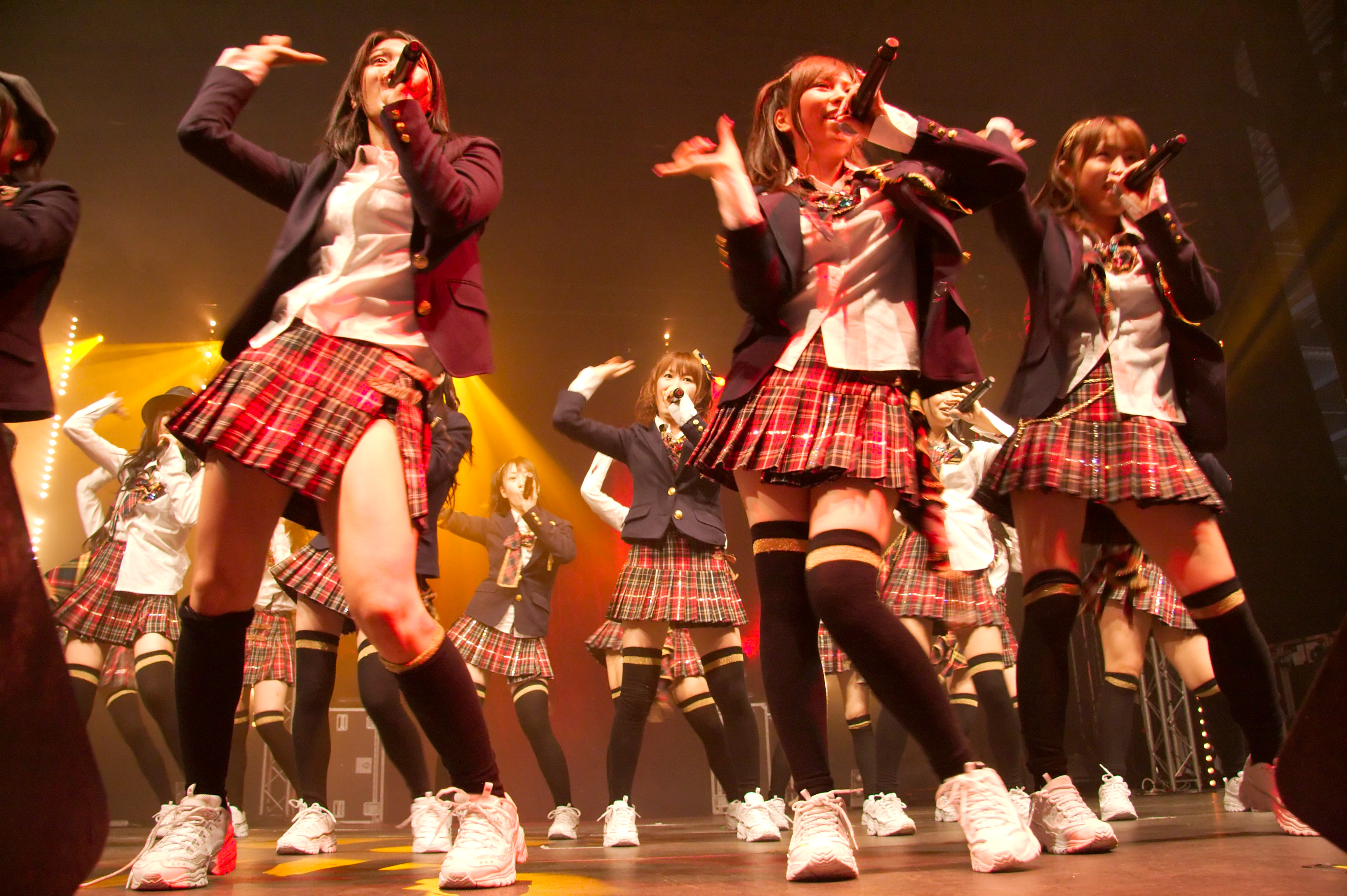
「Japan Expo 2009」でのライブ（フランスにて）

AKB48のシングルは、当時はソニー・ミュージックエンタテインメントの子会社であったデフスターレコーズ（現在のソニー・ミュージックレーベルズ）から発売されていたが、『桜の花びらたち2008』をもって契約が打ち切られたあと、配信限定シングル『Baby! Baby! Baby!』のリリースを経て、講談社の子会社であるキングレコードへ移籍した。『大声ダイヤモンド』は移籍後初のシングルである。楽曲は2008年10月19日に初日を迎えた『チームA 5th Stage「恋愛禁止条例」』で使用されているものである。
楽曲のシングル盤は通常盤と劇場盤の2種類がリリースされた。通常盤はYou, Be Cool!、劇場盤はNEW KING RECORDSのレーベルとなっており、後者は販路限定盤でサイト「キャラアニ」を通して発売された。通常盤、劇場盤ではジャケット、収録曲、付属DVDが異なっている。また、特典として通常盤（初回プレスのみ）には握手会参加券（福岡・大阪・愛知・新宿）およびアナザージャケット（本楽曲の選抜メンバーのうち松井珠理奈を除く選抜メンバーに対応した全19種からランダムで1種）が封入されており、劇場盤には劇場握手会参加券（AKB48劇場・SUNSHINE STUDIO）および生写真全90種のうちランダムで1枚が封入されている。通常盤・劇場盤ともにオフヴォーカルバージョンの収録はなく、「大声ダイヤモンド」の各チームバージョン、研究生バージョン、SKE48バージョンが収録されている。
楽曲は2008年9月15日に放送されたbayfmの特別番組『Holiday Special bayfm meets AKB48 3rd Stage〜REAL〜』で解禁されたが、同年9月9日未明に編曲前の曲がインターネット上に流出した。AKS側は法的な処置を執る方針を公式ブログで表明した。また、流出後に決定したコンサートタイトル『AKB48 まさか、このコンサートの音源は流出しないよね?』に引用された。

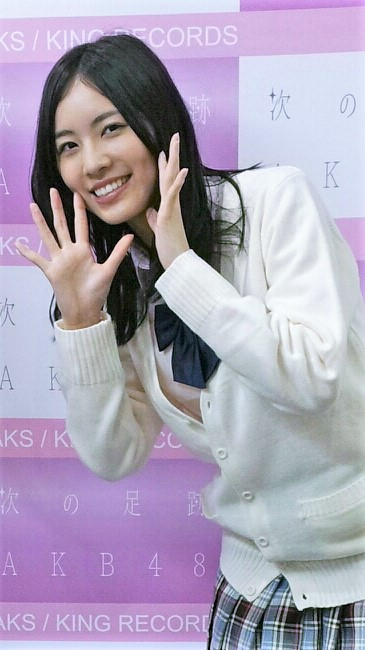
AKB48の楽曲にSKE48メンバーから初選抜された松井珠理奈
（2014年5月の写真）

楽曲を歌唱する選抜メンバーとして20人が選ばれている。5期生の北原里英、宮崎美穂、指原莉乃の他に姉妹グループとして結成されたSKE48のメンバーである松井珠理奈の4人が初選抜となった。5期生の3人は4期生よりも早い初選抜となり、松井はレコーディングの時点では公演デビュー前でSKE48の正式メンバーですらなかったが、11歳228日で選抜入りし、奥真奈美の持つシングル選抜メンバー選出最年少記録（11歳237日）を更新した。前作の選抜メンバーから離脱した菊地彩香の他に中西里菜、梅田彩佳、大堀恵が外れた。さらに、松井は前田敦子とともに楽曲のセンターポジションを務めているほか、シングル盤のジャケットも単独で飾っている。AKB48以外のメンバーがジャケット写真に起用されたのは本作が初めてだった。
楽曲のキャッチコピーは「大声で叫べば、ダイヤモンドになる」。CDなどに印字されている「大声ダイヤモンド」の文字は、チームKの小野恵令奈によるもの。
AKB48は、この楽曲を境にグループとしての方向性が大きく変化したとされることが多く、作曲者の井上ヨシマサは「AKBの存在を全国に知らしめる最初の曲」と評している。秋元康は「大声ダイヤモンドぐらいからメンバーと同年代の、特に若いファンが増えてきました」と述べている。AKB48結成当初からの主力メンバー高橋みなみも、「この曲あたりから、ファンの方々がどんどん増えてきてくださったような実感」がしてきたと語った。渡辺麻友も「この曲がターニングポイントだった」と振り返っている。
楽曲には英語バージョンも存在し、フランス・ヴィルパント（パリ郊外）でのJapan Expo 2009、NEW YORK ANIME FESTIVAL、フランス・カンヌのMIPCOMにおけるライブなどの日本国外公演で披露された。英語バージョンのメインボーカルは、メンバー内で英語を比較的得意とする秋元才加。Japan Expo公演1週間前に参加予定メンバーが集められ、「英語で1曲全部歌えないと（公演に）連れて行かない」と告げられ練習した曲のため、選抜メンバーでも日本国外の公演に参加経験のないメンバーは歌えない。
ライブでの「好き」コールは、当時チームBメンバーだった浦野一美がシアター公演で呼びかけたものである。
楽曲は2011年8月26日放送の『ミュージックステーション』で披露されている。
2017年に放送された第68回NHK紅白歌合戦の歌唱曲目投票企画において本曲は3位となり、「視聴者が選んだ夢の紅白SPメドレー」3曲のうちの1曲として松井珠理奈センターで歌唱された。

## アートワーク
ジャケットの写真は通常盤・劇場盤どちらも松井珠理奈が起用されている。通常盤のジャケットは、大声ダイヤモンドという楽曲名にちなんで、松井珠理奈が大声で叫ぶ姿であり、このとき叫んでいるのは「麻里子様」である。これはSKE48に加入してまもなく、AKB48の選抜メンバーに選ばれたため、雰囲気に馴染めなかった松井珠理奈に、最初に声をかけたのが篠田麻里子だったからである。

## チャート成績
楽曲は、オリコン週間シングルチャート最高3位を記録した。『BINGO!』『僕の太陽』『ロマンス、イラネ』での6位の記録を更新し、初めてTOP5入りを果たした。

## ミュージック・ビデオ

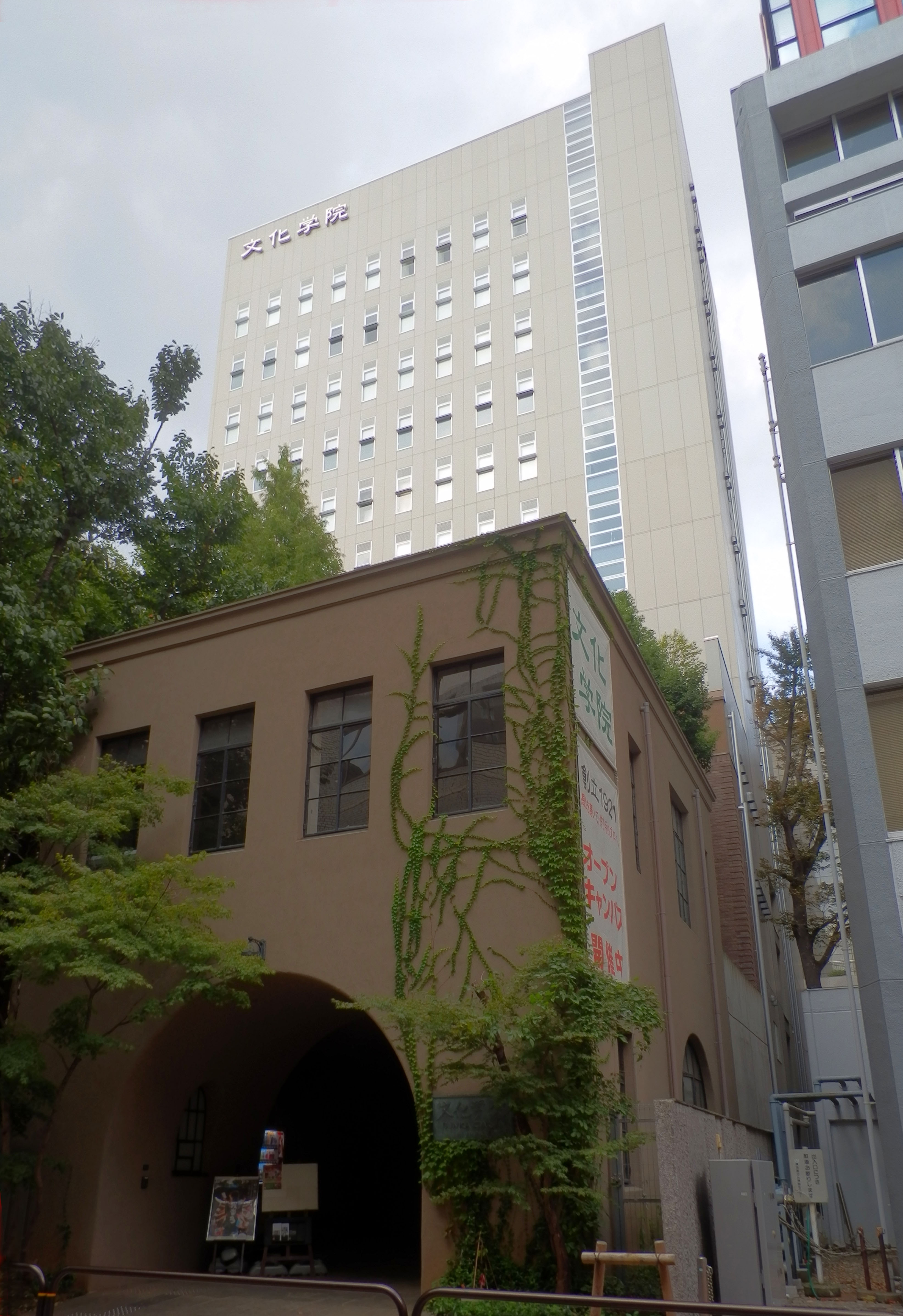
PV撮影が行われた文化学院（東京・神田駿河台）

「大声ダイヤモンド」のミュージック・ビデオは、「桜の花びらたち2008」以来となる高橋栄樹が監督を務めている。ビデオはショートドラマ仕立てで、架空の高校『松岡女子高等学校』の文化祭において、講堂での出し物として「『AKB48をやる女子高生』を演じるのがAKB48」という設定。2年B組の生徒（松井珠理奈）が、文化祭で「大声ダイヤモンド」を一緒に歌う有志を募集、集まったメンバーがPVを見ながら自主練習を始めるものの、ものにならない様子を見かねた校内ダンスグループメンバー（宮澤佐江、秋元才加、高橋みなみ、板野友美）も参加、指導を買って出るが、参加はしたものの呑み込みが悪く、さらに受験勉強を気にして練習に身が入らない生徒（前田敦子）とダンスグループリーダー（宮澤）が教え方をめぐって喧嘩、本番当日に前田が姿を現さない中、イントロが流れ他のメンバーは慌てて講堂のステージに立つというストーリー展開になっている。
喧嘩のシーンでは、当事者の宮澤・前田以外のメンバーには、叩くシーンが伏せられた状態の台本が渡されており、宮澤・前田両名にのみ渡された台本には、そのシーンの口外を禁じる監督のコメントが含まれていた。撮影には、選抜メンバーを含む収録時に在籍していたメンバー69名（研究生含む）、SKE48松井珠理奈のほか、ステージシーンの観客エキストラとして一般の女性も多数動員されている。撮影は、2008年9月に、東京都千代田区神田駿河台にある文化学院の入口付近、講堂、廊下、教室、図書室、ラウンジなどを使って行われたほか、松井珠理奈が階段を駆け上がるオープニングシーンの撮影は同校近くの明治大学猿楽町校舎の間にある「男坂」で行われた。

## メディアでの使用
楽曲は以下のメディアで使用された。
- テレビ東京系ドラマ24『メン☆ドル 〜イケメンアイドル〜』エンディングテーマ
- TBS系『アッコにおまかせ!』エンディングテーマ
- テレビ東京系『週刊AKB』オープニングテーマ

## シングル収録トラック

### 通常盤
| 全作詞: 秋元康。 |                                    |           |              |                |      |
| #                | タイトル                           | 作詞      | 作曲         | 編曲           | 時間 |
| 1.               | 「大声ダイヤモンド」               | 秋元康    | 井上ヨシマサ | 井上ヨシマサ   | 4:08 |
| 2.               | 「109（マルキュー）」              | 秋元康    | 伊藤心太郎   | 野中“まさ”雄一 | 3:57 |
| 3.               | 「大声ダイヤモンド (team A ver.)」 | 秋元康    | 井上ヨシマサ | 井上ヨシマサ   | 4:08 |
| 4.               | 「大声ダイヤモンド (team B ver.)」 | 秋元康    | 井上ヨシマサ | 井上ヨシマサ   | 4:07 |
| 合計時間:        | 合計時間:                          | 合計時間: | 合計時間:    | 16:21          |      |

| #  | タイトル                           | 作詞 | 作曲・編曲 | 監督     |
| -- | ---------------------------------- | ---- | ---------- | -------- |
| 1. | 「大声ダイヤモンド」               |      |            | 高橋栄樹 |
| 2. | 「Making of 「大声ダイヤモンド」」 |      |            |          |

### 劇場盤
| 全作詞: 秋元康。 |                                     |           |              |                |      |
| #                | タイトル                            | 作詞      | 作曲         | 編曲           | 時間 |
| 1.               | 「大声ダイヤモンド」                | 秋元康    | 井上ヨシマサ | 井上ヨシマサ   | 4:08 |
| 2.               | 「109（マルキュー）」               | 秋元康    | 伊藤心太郎   | 野中“まさ”雄一 | 3:57 |
| 3.               | 「大声ダイヤモンド (team K ver.)」  | 秋元康    | 井上ヨシマサ | 井上ヨシマサ   | 4:08 |
| 4.               | 「大声ダイヤモンド（研究生 ver.）」 | 秋元康    | 井上ヨシマサ | 井上ヨシマサ   | 4:08 |
| 5.               | 「大声ダイヤモンド (SKE48 ver.)」   | 秋元康    | 井上ヨシマサ | 井上ヨシマサ   | 4:06 |
| 合計時間:        | 合計時間:                           | 合計時間: | 合計時間:    | 20:27          |      |

| #  | タイトル             | 作詞 | 作曲・編曲 | 監督     |
| -- | -------------------- | ---- | ---------- | -------- |
| 1. | 「大声ダイヤモンド」 |      |            | 高橋栄樹 |
| 2. | 「告白映像」         |      |            |          |
| 3. | 「SKE48の軌跡」      |      |            |          |

## 選抜メンバー
- 秋元才加
- 板野友美
- 大島麻衣
- 大島優子
- 小野恵令奈
- 河西智美
- 柏木由紀
- 川崎希
- 北原里英
- 小嶋陽菜
- 指原莉乃
- 佐藤由加理
- 篠田麻里子
- 高橋みなみ
- 前田敦子
- 松井珠理奈 [注釈 6]
- 峯岸みなみ
- 宮崎美穂
- 宮澤佐江
- 渡辺麻友

## 収録アルバム
- 神曲たち
- 0と1の間

## カバー
大声ダイヤモンド
- 犬山たまき、愛宮みるく、周防パトラ[注釈 7]、鈴鹿詩子[注釈 8]、鈴原るる、宗谷いちか[注釈 9]、角巻わため[注釈 10]、夏色まつり - 2020年10月24日発売の配信限定アルバム『IMAGINATION vol.3』に収録。2020年12月23日にはCDが限定販売される。